# Herbert Küster

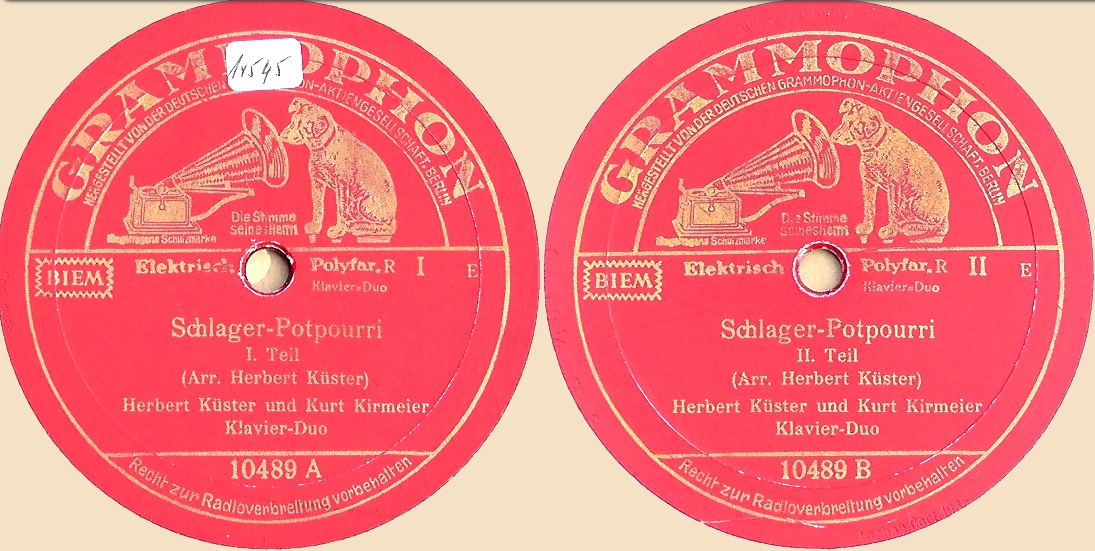
Schlagerpotpourri arrangiert von Herbert Küster auf einer Schallplatte der Deutschen Grammophon (aufgenommen 1936 in Berlin)

Herbert Küster (* 4. Oktober 1909 in Berlin; † 22. Februar 1986 in München) war ein deutscher Komponist von Unterhaltungsmusik und Operetten.

## Leben und Werk
Herbert Küster studierte in Berlin unter anderem bei Bruno Kittel und Artur Rother. Er wurde 1934 Operettenkapellmeister an der Komischen Oper Berlin. Seit 1935 war er freischaffend als Komponist tätig. Dabei produzierte er auch für Rundfunk, Fernsehen und Schallplattenfirmen.
Küsters Stilrichtung war vor allem die Rundfunkmusik (gehobene Unterhaltungsmusik) der 1920er und 1930er Jahre. Er hinterließ ein umfangreiches, bis heute kaum katalogisiertes Œuvre von Eigenkompositionen und Arrangements. Mit dem Herbert Küster’s Piano Orchestra realisierte er unzählige Aufführungen und Aufnahmen.
Herbert Küster veröffentlichte unter zahlreichen Pseudonymen, darunter Bert Bertus und Ernst Roeper.

## Werke (Auswahl)

### Bühnenwerke
- Astoria (Operette, Wiesbaden 1960)
- Miss Petticoat (Operette in drei Akten, Nürnberg 1961)

### Ensemble/Kammermusik
- Bukolische Serenade und Notturno für Englischhorn, Altsax. u. Klav. (Bosworth 1985?)
- Capriolen-Suite für Fl., Streichorch. u. Klav. (Ahn und Simrock 1985?)
- Cavatine für Oboe (Klarinette) & Klavier (Apollo Verlag Paul Lincke, Berlin 1961)
- Romantic Blues, für Klarinette und Klavier (Otto Wrede Regina Verlag. Best.Nr.: OW1128)

### Klaviermusik (zwei Klaviere)
- Micky-Maus. Foxtrot für zwei Klaviere (1935)
- Tanz-Fantasie (1937, F.W.F. 261)

### Orchesterwerke
- Cleopatra: Fantasie für Klavier und Streichorchester
- Rosen aus Teheran: Walzer (Berlin: Apollo-Verlag 1959)
- Atlantis: für Klavier und Orchester (2 Klaviere) (Ahn & Simrock Bühnen- und Musikverlag GmbH. und UFA Musikverlage Bestell-Nr.: UFA-AHN268121)
- Klavierkonzert[3]

### Tondokumente (Beispiele)
- Micky-Maus. Foxtrot für zwei Klaviere (Küster) H. Küster und K. Remmling, Piano-Duett (Steinway Grand). Polydor 10 334-A (mx. ?), aufgen. ca. 1935[4]
- Schlager-Potpourri, arr. Herbert Küster. Teil I u. II. Herbert Küster und Kurt Kirmeier, Klavier-Duo. Polydor 10 489-A und B (mx. 6539 ½ GR 8 und 6540 ½ GR 8), aufgen. Berlin 1936[5]
- Jockey. Fox Trot (Küster) Herbert Küsters Piano Orchestra. Decca F.5733 A (mx. 6010 ½ GR)
- Kleine Sonja (Küster) Herbert Küsters Piano Orchestra. Decca F.5738 B (mx. 6011 GR), aufgen. 1935
- Leckerbissen (Herbert Küster) Telefunken A 10 194 (mx. 25 132) Klavier-Duo Oskar Jerochnik, mit Rhythmikern.
- Schwarzer Kater (Herbert Küster) Telefunken A 10 194 (mx. 25 133) Klavier-Duo Oskar Jerochnik, mit Rhythmikern.